# Knut Kircher
Knut Kircher (Hirschau, 2 februari 1969) is een Duits voetbalscheidsrechter. Hij is in dienst van de FIFA en UEFA sinds 2004. Ook leidt hij wedstrijden in de Bundesliga. In 1998 werd hij scheidsrechter in de 2. Bundesliga. Tijdens het seizoen 2001/02 werd hij gepromoveerd naar de Bundesliga. Op 8 september 2004 floot hij zijn eerste interland, een WK-kwalificatiewedstrijd tussen Andorra en Roemenië.

## Interlands
| Datum            | Plaats                    | Wedstrijd              | Uitslag | Competitie           | Kreeg geel | Kreeg voor de tweede keer geel en dus rood | Weggestuurd |
| ---------------- | ------------------------- | ---------------------- | ------- | -------------------- | ---------- | ------------------------------------------ | ----------- |
| 8 september 2004 | Andorra la Vella, Andorra | Andorra – Roemenië     | 1 – 5   | Kwalificatie WK 2006 | 3          | 1                                          | 0           |
| 4 juni 2006      | Düsseldorf, Duitsland     | Japan – Malta          | 1 – 0   | Vriendschappelijk    | 2          | 0                                          | 0           |
| 16 augustus 2006 | Livorno, Italië           | Italië – Kroatië       | 0 – 2   | Vriendschappelijk    | 8          | 0                                          | 0           |
| 2 juni 2007      | Skopje, Macedonië         | Macedonië – Israël     | 1 – 2   | Kwalificatie EK 2008 | 5          | 0                                          | 0           |
| 17 oktober 2007  | Tbilisi, Georgië          | Georgië – Schotland    | 2 – 0   | Kwalificatie EK 2008 | 4          | 0                                          | 0           |
| 26 maart 2008    | Düsseldorf, Duitsland     | Griekenland – Portugal | 2 – 1   | Vriendschappelijk    | 6          | 0                                          | 0           |
| 27 mei 2008      | Reutlingen, Albanië       | Albanië – Polen        | 0 – 1   | Vriendschappelijk    | 3          | 0                                          | 0           |
| 15 oktober 2008  | Braga, Portugal           | Portugal – Albanië     | 0 – 0   | Kwalificatie WK 2010 | 2          | 0                                          | 1           |
| 12 augustus 2009 | Basel, Zwitserland        | Zwitserland – Italië   | 0 – 0   | Vriendschappelijk    | 0          | 0                                          | 0           |
| 5 september 2009 | Ramat Gan, Israël         | Israël – Letland       | 0 – 1   | Kwalificatie WK 2010 | 4          | 0                                          | 0           |
| 29 maart 2011    | Solna, Zweden             | Zweden – Moldavië      | 2 – 1   | Kwalificatie EK 2012 | 2          | 0                                          | 0           |
| 31 mei 2012      | Reims, Frankrijk          | Frankrijk – Servië     | 2 – 0   | Vriendschappelijk    | 1          | 0                                          | 0           |

Bijgewerkt t/m 24 september 2013